# LG G4
Le LG G4 est un smartphone haut de gamme conçu par LG Electronics. Succédant au LG G3 et précédant le LG G5, le constructeur coréen présente son nouveau smartphone le 28 avril 2015. Il possède trois déclinaisons allégées, LG G4c, LG G4s et LG G4 Stylus.
Disponible en Europe début juin 2015, LG l'a équipé de son propre capteur photo de 16 Mpx, avec stabilisateur optique, ce qui en fait l'un des meilleurs photophones du marché.

## Historique
D'abord lancée en Pologne, LG déploie finalement la mise a jour Android 6 (alias Marshmallow) début 2016 en Europe et partout dans le monde. Le mobile est compatible 4G LTE catégorie 6 (grâce à un modem Qualcomm X10), Wi-Fi ac, Bluetooth 4.1, NFC et avec le GPS GLONASS. Le chipset est accompagné ici de 3 Go de mémoire vive (RAM) et de 32 Go de stockage interne extensible avec une carte microSDXC[réf. souhaitée].
Le LG G4 possède trois variantes allégées. Le G4c est une variante plus petite avec des performances au rabais, alors que le G4 Stylus est une phablette avec stylet de milieu ou d'entrée de gamme, et le G4s est aussi une version allégée.